# Willem Feekes
Willem Feekes (* 27. Dezember 1907 in Meester Cornelis, Java; † 9. Februar 1979 in Haren (Groningen)) war ein niederländischer Agrarwissenschaftler. Weltbekannt wurde sein Name durch die von ihm erarbeitete Skala (Feekes-Skala), aufgrund morphologischer Merkmale die Entwicklungsstadien der Getreidepflanze zu charakterisieren.

## Leben und Wirken
Willem Feekes studierte Landwirtschaft an der Landwirtschaftlichen Hochschule Wageningen und erwarb dort 1936 den Doktorgrad mit einer Arbeit über die Entwicklung der natürlichen Vegetation im
Wieringermeer Polder. Als Mitglied der „Technischen Weizenkommission“ untersuchte er bereits seit 1934 die öko-physiologischen und morphologischen Eigenschaften der in den Niederlanden angebauten Weizensorten und veröffentlichte darüber zahlreiche Berichte.
Feekes 1941 publizierter Beitrag De tarwe en haar milieu (Der Weizen in seiner Umwelt) wurde wegweisend für viele Bereiche der Getreideforschung. Als Erster hat er hier aufgrund morphologischer Merkmale am Beispiel der Weizenpflanze eine Entwicklungsskala erarbeitet, die als „Feekes-Skala“ weltweit auch für die Beurteilung der Entwicklungsstadien anderer Getreidearten angewendet wurde. Nach seinem Vorbild entstanden in den folgenden Jahrzehnten ähnlich konzipierte Entwicklungsskalen für andere landwirtschaftliche Kulturpflanzen.
Von 1955 bis zu seinem Tode war Feekes Vorsitzender des Niederländischen Getreidezentrums. Wissenschaftliche Beiträge publizierte er auch in englischer und deutscher Sprache.

## Publikationen (Auswahl)
- De tarwe en haar milieu. In: Verslagen van de Technische Tarwe Commissie. Groningen, Band 17, 1941, S. 523–888.
- Interregionale Aspekte der Tageslänge und Temperatureinwirkungen bei Getreide. In: Vorträge für Pflanzenzüchter. Band 13, 1973, S. 87–112.